# Z-Wave
Z-Wave és un protocol de comunicacions sense cables via ràdio-freqüència (xarxa sense fil). Està dirigit al sector domèstic (domòtica), edificis terciaris (immòtica) i a ciutats (urbòtica: xarxa d'àrea metropolitana). Z-Wave està basat en la recomanació G.9959 de l'Organització Internacional de Telecomunicacions ITU i destinat a crear xarxes d'àrea personal de baixa potència i baixa velocitat de transmissió de dades. Aquest protocol pot ésser emprat en la Internet de les coses.

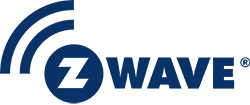
Logo del protocol de comunicacions Z-Wave

## Introducció
Característiques principals del protocol Z-Wave :
1. Orientat a dispositius de baix cost, curt abast (100m en camp obert) i baix consum d'energia (ideal per a dispositius a bateria).
2. Baixa potència d'emissió segons normativa del Institut Europeu de Normes de Telecomunicació ETSI 300 220.[3]
3. Utilitza una banda sense llicència ISM.
4. Empra una topologia de Xarxa en Malla per a aconseguir un abast més llarg.
5. NO és un protocol totalment obert, no és programari lliure :
  1. Avantatge : només hi ha una versió de programari, per tant la compatibilitat entre els diferents fabricants està assegurada.
  2. Desavantatge : només hi ha un únic proveïdor del maquinari, competència molt limitada.

## Història
El protocol Z-Wave fou desenvolupat originàriament per l'empresa danesa Zensys. Aquesta empresa va ser comprada per la companyia nord-americana Sigma Designs Arxivat 2006-04-05 a Wayback Machine. el 2008. El desembre del 2017, l'empresa Silicon labs compra Sigma Designs.

## Arquitectura
Z-Wave s'estructura en les següents capes, veure Fig.1 :
- Capa física (PHY) definida per la norma G.9959
- Capa d'enllaç de dades (MAC) definida per la norma G.9959
- Capa de xarxa definida per l'especificació Sigma Designs Arxivat 2006-04-05 a Wayback Machine..
- Capa d'aplicació definida per l'especificació Z-Wave i depèn del tipus de dispositiu físic.